# Büssing GZ18D
Büssing GZ18D – niemiecki wysokopodłogowy autobus przegubowy produkowany przez niemiecką firmę Büssing w liczbie ośmiu sztuk przy współpracy z austriacką firmą Gräf & Stift w 1977 roku. Wszystkie osiem sztuk tego pojazdu było eksploatowane w austriackim Klagenfurcie w latach 1977–1989. Jeden egzemplarz o numerze 32 tego typu został zachowany w 2019 roku przez stowarzyszenie miłośników autobusów z Klagenfurtu.